# Вайсал (вилает Одрин)
 Тази статия е за селото в Турция.  За селото в Болградско, Украйна вижте Вайсал.  
Вайсал или Вейсал (на турски: Vaysal) е село в Източна Тракия, Турция, Вилает Одрин, околия Лалапаша.

## География
Селото се намира северно от Одрин, почти до границата с България в южните склонове на Дервентските възвишения.

## История
В 19 век Вайсал е българско село в Одринска кааза на Одринския вилает на Османската империя. Жителите на Вейсал участват в масовото преселение на българи от източните български земи в Бесарабия през 1829-1830 година. През април 1830 година 206 семейства (1001 души) от Вайсал пристигат в Бесарабия, където основават едноименно село (днес Василивка, Болградски район). В 1830 година Вайсал има 205 български къщи, в 1878 - 180, а в 1912 – 60 български и 100 турски къщи.
В началото на 70-те години на XIX век във Вайсал, което административно е част от Чокенска нахия на Одринска каза, съществува българско училище. Според статистиката на професор Любомир Милетич в 1912 година в селото живеят 46 български екзархийски семейства или 241 души.
При избухването на Балканската война в 1912 година трима души от Вайсал са доброволци в Македоно-одринското опълчение.
Българското население на Вайсал се изселва след Междусъюзническата война в 1913 година. 49 семейства се заселват в село Ходжакьой, днес Крайново, община Болярово. На тяхно място са заселени помаци от бившите балкански владения на Османската империя.

## Население
- 1912 – 241 души[4]
- 1985 – 757 души (319 жени и 438 мъже)[8]
- 1990 – 666 души (309 жени и 357 мъже)[8]
- 2000 – 561 души (253 жени и 308 мъже)[8]

## Личности
Родени във Вайсал
- Димитър Георгиев (1878 - ?), участник в Илинденско-Преображенското въстание в Одринско с четата на Кръстьо Българията[9]
- Желю Д. Караджов (1876 - 1913), участник в Илинденско-Преображенското въстание в Одринско с четата на Кръстьо Българията,[9] македоно-одрински опълченец,[10] загинал в Балканската война[11]
- Партений Софийски (1844 – 1918), български духовник, софийски митрополит от 1892 до 1918 година[12]